# Nagybereg
Nagybereg (ukránul Великі Береги (Veliki Berehi / Velyki Berehy), oroszul Великий Береги (Velikij Beregi), szlovákul Brehy): magyarlakta falu Ukrajnában Kárpátalján a Beregszászi járásban, Nagybereg község székhelye.

## Fekvése
Beregszásztól 10-11 km-re északkeletre a Borzsova jobb partján fekszik.

## Nevének eredete
Neve a magyar berek főnévből ered.

## Története
A Szernye-tó keleti szélén települt falu területe már az őskorban is
lakott volt.
A falu a 12. században alakult ki. Nevét 1214-ben említették először az oklevelek Beregu néven. A település az Árpád-korban a beregi királyi erdőuradalom központja volt.
1233-ban II. András a beregi erdőben erősítette meg a beregi egyezményt. 1241-ben a tatárok teljesen elpusztították a települést. A tatárjárás után IV. Béla várat és palotát építtetett itt, és vármegyeszékhellyé tette. Ettől kezdve Borsova vármegyét Beregnek nevezték. 1271-ben a vármegyeszékhelyet a Beregvártól 7-8 kilométerre délnyugatra fekvő Beregszászba helyezték át. A nagyberegi vár sorsáról a középkori írott források hallgatnak, ami korai eltűnésével magyarázható. Az ismeretlen okokból eltűnt kastélyt valószínűleg soha nem állították helyre.
1312-ben várnagyát említették. A borsovai ispánság megszűnésével egy ideig itt lehetett a várispánság központja, mert 1332-ben az oklevelekben beregi várjobbágyok szerepelnek, de a 14. század folyamán Munkács lépett a helyébe, mint a beregi ispán székhelye.1397-ben már mezőváros.
1329-ben Erzsébet királyné a Borzsa-parti magaslaton kolostort alapított, amely később elpusztult.
1397-ben már mezővárosként említették.
Az 1400-as évek elején Korjatovics Tódor, később pedig Brankovics György birtoka lett a munkácsi uradalommal együtt.
A 16. századtól a Munkácsi vár birtokaként tartották számon. Urai is megegyeztek a vár mindenkori birtokosaival; így a Rákócziak, Zrínyi Ilona, Thököly Imre , majd 1711 után a korona birtoka volt a település, később pedig a gróf Schönborn család kapta meg.
1910-ben 2133, túlnyomórészt magyar lakosa volt, ma 2674 lakosából 2240 (80%) a magyar. A trianoni békeszerződésig Bereg vármegye Tiszaháti járásához tartozott.

## Népesség
- 1910-ben 2133, túlnyomórészt magyar lakosa volt.
- 2001-ben 2766 lakosa volt.
- 2012-ben 2674 lakosa volt, ebből 2240 (80%) magyar.

## Oktatás
A településen egy líceum és középiskola működik, mindkettő magyar nyelven.

### Nagyberegi Református Líceum
1895-ben kifejezetten oktatási intézménynek (gimnáziumnak) épült. 1993-tól református líceumként működik, miután helyre állították a romos iskola épületét.

### Nagyberegi Középiskola
A nagyberegi iskola az egyik legrégebbi, komoly hagyományokkal rendelkező középfokú tanintézmény az egész megyében. 1953-ban nyitotta meg kapuit a középiskola, mely a magyar tannyelvű hétosztályos iskola utódintézménye. 1964-ben párhuzamosan működő ukrán tannyelvű osztályok nyíltak. 1979-ig az iskola két épületben működött, ahol két váltásban folyt a tanítás.

## Református templom
Református temploma 1335-ben már állott, 1405-ben átépítették, 1554-ben a reformátusoké lett. 1657-ben a várost a lengyelek elpusztították, 1670-ben épült újjá, famennyezete 1743-ban készült. 1817 és 1824 között épült tornya. 1869-ben bővítették.

## Híres emberek
- Itt született 1952-ben Füzesi Magda költő.
- Itt szülöttje Bíró András idegenvezető.

## Testvérvárosai
- Erdőd, Románia
- Csór, Magyarország
- Pécsvárad, Magyarország
- Szakoly, Magyarország